# Giraut del Luc
Giraut del Luc (fl. 1190-1197) è stato un trovatore minore e partigiano di Raimondo VI di Tolosa nella guerra contro la Corona di Aragona.
Della sua opera poetica ci restano solo due sirventes in cui attacca verbalmente Alfonso II d'Aragona. 
Il luogo di nascita di Giraut non può essere identificato con certezza. Storicamente, ci sono molte località chiamate "Luc" o "Le Luc" nella Francia meridionale. Giraut potrebbe essere il G. del Luc che firma due documenti nell'agosto e ottobre del 1197 a Moissac. Con tutta certezza ebbe un qualche rapporto con l'ordine dei templari. 
Giraut è stato un poeta originale. La sua Si per malvatz seignoril ha lo stesso metro di Talans m'es pres d'En Marques di Guillem de Berguedan. Il suo Ges sitot m'ai ma voluntat fellona è un po' meno originale, ma molto più interessante per ciò che dice riguardo all'erudizione di Giraut: la sua melodia è presa in prestito dalla chanson de geste Daurel et Beton, così come il suo "eroe", Boves d'Antona. Si tratta di una serie di accuse di ingiustizia scagliate contro Alfonso, molte delle quali indicano che Giraut fosse ben informato degli eventi politici che accadevano tra i due versanti dei Pirenei. Menziona il maltrattamento riservato da Alfonso a suo zio (sebbene non sappiamo quale dei suoi zii) e fa riferimento al 1178, quando un uomo che affermava di essere Alfonso il Battagliero venne giustiziato. Menziona inoltre la cattura del castello di Polpís de Maestrazgo. 